# 前田重行
前田 重行（まえだ しげゆき、1943年1月22日-）は、日本の法学者。専門は商法。元学習院大学法科大学院教授。商事法務研究会監事。

## 略歴
- 1965年3月 法政大学法学部法律学科卒業
- 1967年3月 東京大学大学院法学政治学研究科民刑事法専攻修士課程修了
- 1967年4月 東京大学法学部助手
- 1970年4月 法政大学法学部助教授
- 1980年4月 法政大学法学部教授
- 1993年4月 法政大学法学部長（1994年3月まで）、
- 1997年4月 筑波大学社会科学系教授
- 2004年    学習院大学法科大学院教授。

## 専門分野
- 株式会社法、証券取引規制、金融取引法および金融制度に対する法規制

## 著書
- 『株主総会制度の研究』（有斐閣、1997年）
- 『ドイツ株式会社法における経営監督制度の改革』（菅原菊志先生古希記念論文集・現代企業法の理論）（信山社、1998年）
- 『企業法の変遷』（神田秀樹と共著）（有斐閣、2009年）